# Іванівська сільська рада (Коростенський район)
Іванівська сільська рада — колишня адміністративно-територіальна одиниця та орган місцевого самоврядування у Коростенському (Ушомирському) районі й Коростенській міській раді Коростенської і Волинської округ, Київської та Житомирської областей Української РСР з адміністративним центром у селі Іванівка.

## Населені пункти
Сільській раді на час ліквідації були підпорядковані населені пункти:
- с. Іванівка

## Населення
Кількість населення ради, станом на 1923 рік, становила 768 осіб, кількість дворів — 137.

## Історія та адміністративний устрій
Створена 1923 року в с. Іванівка Ушомирської волості Коростенського повіту Волинської губернії. 7 березня 1923 року увійшла до складу новоствореного Коростенського (згодом — Ушомирський) району Коростенської округи. Станом на 17 грудня 1926 року на обліку значиться хутір Дубрівка, котрий, на 1 жовтня 1941 року, не перебуває на обліку населених пунктів.
1 червня 1935 року, відповідно до постанови Президії ЦВК УСРР «Про порядок організації органів радянської влади в новоутворених округах», сільську раду включено до складу Коростенської міської ради Київської області. 28 лютого 1940 року, відповідно до указу Президії Верховної ради Української РСР «Про утворення Коростенського сільського району Житомирської області», сільську раду передано до складу відновленого Коростенського району.
Станом на 1 вересня 1946 року сільська рада входила до складу Коростенського району Житомирської області, на обліку в раді перебувало с. Іванівка.
Ліквідована 11 серпня 1954 року, відповідно до указу Президії Верховної ради Української РСР «Про укрупнення сільських рад по Житомирській області», територію ради та с. Іванівка приєднано до складу Лісівщинської сільської ради Коростенського району Житомирської області.